# Simone Kerseboom
Simone Kerseboom (Roosendaal, 26 april 1984) is een Nederlands voormalig politica namens FVD. Sinds februari 2025 is Kerseboom voorzitter van de Raad van Toezicht van publieke omroep ON!.

## Biografie
Kerseboom komt oorspronkelijk uit Roosendaal, maar verhuisde in 1996 met haar ouders en jongere broer naar Zuid-Afrika, het geboorteland van haar moeder. Haar ouders hadden elkaar in de jaren 70 ontmoet in Zuid-Afrika, waar haar vader baggeraar was voor een project in de haven van Port Elizabeth, en hij zou later als kapitein werken. Daar promoveerde ze in de geschiedenis aan de Rhodes-universiteit met een proefschrift over de natiestaat en nationale identiteit. In 2015 keerde Kerseboom terug naar Nederland, waar ze begon te werken als Engels-Nederlands vertaler, redacteur en schrijver. Ze had een vertaalbedrijf genaamd Novel Translations & Language Services.

### Politiek
In 2017 schreef Kerseboom een opinieartikel voor ThePostOnline, waarin ze waarschuwde dat "een gezamenlijke nationale identiteit snel lijkt te verdwijnen" in Nederland. Ze schreef dat "alle overblijfselen van nationale trots en waarden stelselmatig worden vervangen door een meedogenloos supranationalisme dat gepaard gaat met de politiek correcte abstracte concepten multiculturalisme en diversiteit, die de Nederlandse soevereiniteit en nationale cohesie bedreigen door verschillen tussen burgers te benadrukken in plaats van te vieren wat we gemeen hebben".
Kerseboom werd lid van Forum voor Democratie en was bij de Provinciale Statenverkiezingen van 2019 de tweede kandidaat van die partij in Limburg. Nieuwkomer FVD won zeven zetels en ze kwam terecht in de Provinciale Staten. Toen de lijsttrekker lid werd van de Gedeputeerde Staten, werd Kerseboom de fractievoorzitter van Forum voor Democratie. Het Parool publiceerde in november 2020 een artikel over radicaal gedachtegoed binnen de JFVD, wat tot een crisis binnen de partij leidde. Vier van de zeven leden van Forum voor Democratie in de Limburgse Provinciale Staten stapten uit de partij, terwijl Kerseboom haar aanhoudende steun voor partijleider Thierry Baudet uitsprak.
Forum voor Democratie kondigde een maand later aan dat Kerseboom als vijfde zou verschijnen op de kandidatenlijst voor de Tweede Kamerverkiezingen 2021. Ze ontving 7.025 voorkeurstemmen en werd op 31 maart als Kamerlid beëdigd. Kerseboom besloot haar zetel in de Provinciale Staten te houden, maar stapte wel op als fractievoorzitter. In de Tweede Kamer kreeg ze de portefeuille buitenlandse zaken, buitenlandse handel, onderwijs, cultuur en wetenschap en werd ze lid van de vaste commissies voor Buitenlandse Handel en Ontwikkelingssamenwerking, voor Buitenlandse Zaken en voor Onderwijs, Cultuur en Wetenschap. Ook maakt ze deel uit van de contactgroepen Verenigd Koninkrijk en Verenigde Staten en van de Raadgevende Interparlementaire Beneluxraad. Kerseboom overtrad de verplichte anderhalve meter afstand vanwege de coronapandemie na afloop van haar maidenspeech, toen ze door haar collega Gideon van Meijeren gezoend en geknuffeld werd.
Vanaf 16 augustus 2022 ging Kerseboom met zwangerschapsverlof. In de Tweede Kamer wordt ze vervangen door Ralf Dekker en in de Provinciale Staten door JA21-lid en SVL-fractielid Ruud Burlet. Ze verlengde haar verlof in de Tweede Kamer per 6 december, maar keerde wel terug in de Provinciale Staten na een periode van zestien weken. Ze nam haar zetel in de Tweede Kamer weer in vanaf 28 maart 2023. Kerseboom was de tweede kandidaat van FVD bij de Provinciale Statenverkiezingen in maart 2023, maar de partij ontving één zetel. Zij neemt in mei 2023 deel aan de Eerste Kamerverkiezingen als nummer drie op de kandidatenlijst. Kerseboom kondigde aan haar Tweede Kamerzetel op te geven voor lidmaatschap van de Eerste Kamer – een parttime functie – als haar moederschap niet met haar Tweede Kamerzetel te combineren zou zijn. Kerseboom werd echter niet verkozen, omdat Forum voor Democratie twee Senaatszetels ontving, en bleef Tweede Kamerlid. Ze wilde niet door bij de Tweede Kamerverkiezingen in november 2023 vanwege persoonlijke redenen, maar ze verscheen wel op de kandidatenlijst als een lijstduwer. Op 5 december 2023 nam zij afscheid van de Tweede Kamer.

## Privéleven
Kerseboom heeft een dochter.
- Parlement.com: vlg0fzxrscoj